# کارکس پندولا
کارکس پندولا (نام علمی: Carex pendula) نام یک گونه از سرده جگن است.